# Tracy Letts
Tracy Letts (ur. 4 lipca 1965 w Tulsie) – amerykański dramaturg, scenarzysta i aktor, laureat Nagrody Pulitzera. Wyróżnienie otrzymał w 2008 za sztukę August: Osage County. Za ten dramat dostał także Tony Award. Urodził się 4 lipca 1965 w miejscowości Tulsa w stanie Oklahoma. Jego rodzicami byli aktor Dennis Letts i popularna pisarka Billie Letts. Od 2002 należy do Steppenwolf Theatre Company w Chicago.